# 유전자 검사
유전자 검사(遺傳子檢査, 영어: genetic testing) 또는 DNA 검사(영어: DNA testing) 또는 염색체 검사(染色體檢査)란 아버지를 밝히거나 질병의 원인을 알거나 유전병 유전자를 갖고 있는지 알기 위해 유전자를 검사하는 것이다. 죽어버린 시신이나 태어나지 않은 아기의 유전자도 검사할 수 있다.
지문이나 다른 증거가 없을 경우 범행현장에 남아 있는 범인의 머리카락·타액·혈액 등을 채취하여, 이들로부터 DNA를 추출해 범인을 찾는 과학적 수사기법이기도 하다. 그러나 지문과 달리 범죄수사에 활용된 지가 얼마 되지 않아 DNA에 대한 충분한 자료가 확보되어 있지 않다.

## 같이 보기
- 법의유전학
- 맞춤아기
- 맞춤의학
- 우생학
- 총유전체